# Attila von Zamora

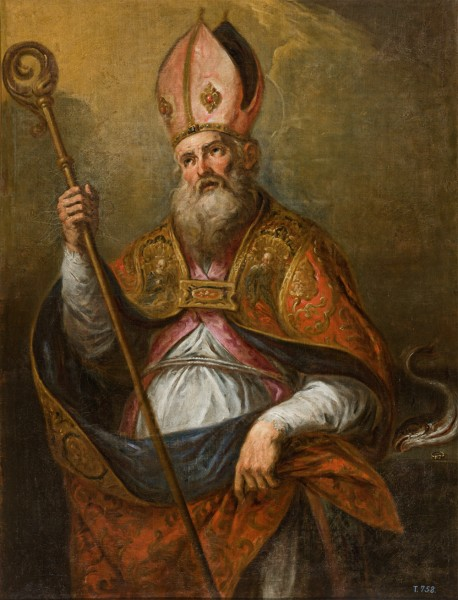
Attila von Zamora

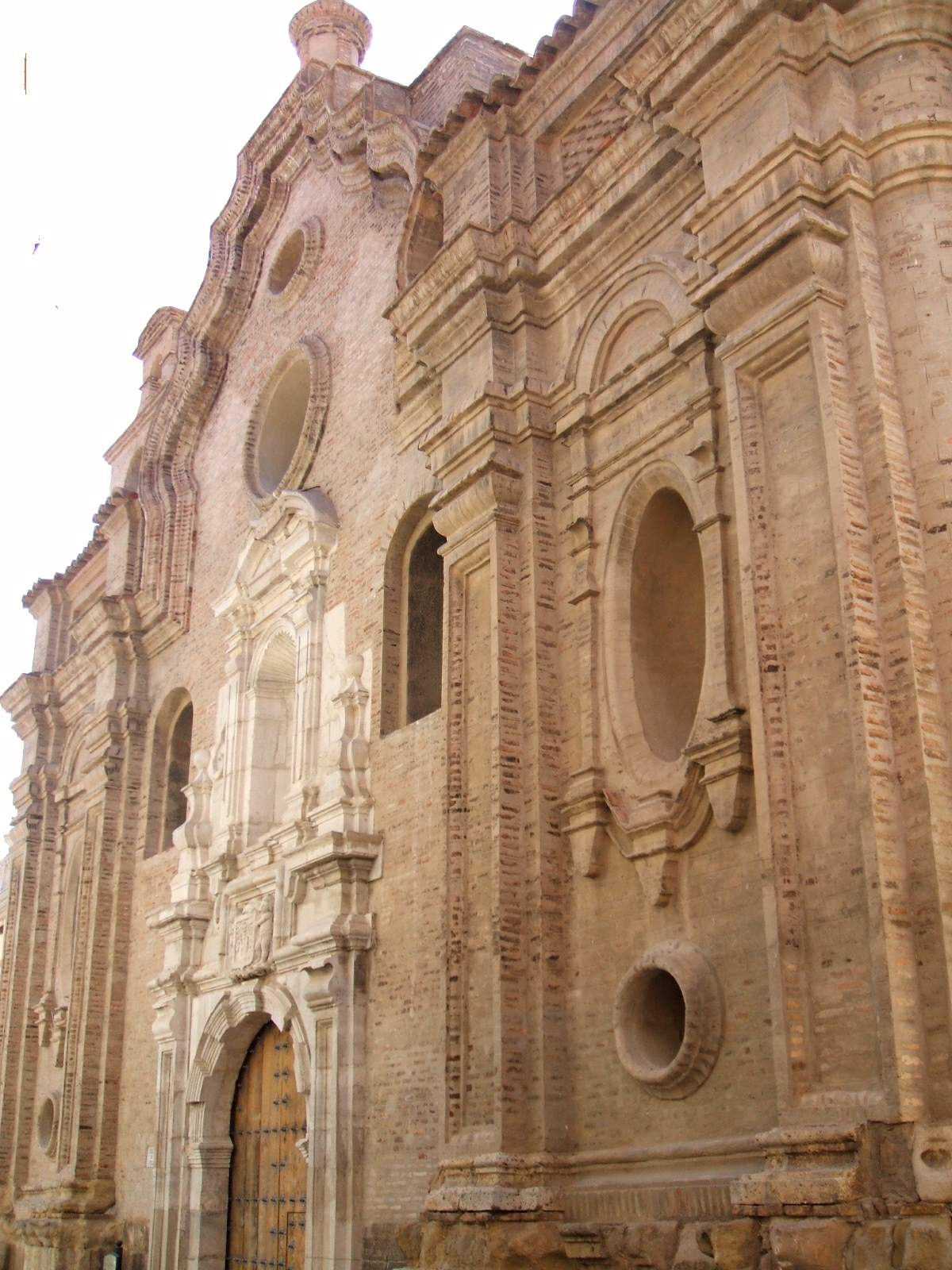
Tarazona – Iglesia de San Atilano

Attila von Zamora (* um 850 in Tarazona; † nach 920 in Zamora) war der erste Bischof von Zamora in Nordwestspanien. Von Papst Urban II. wurde er im Jahr 1095 heiliggesprochen. Sein Gedenktag ist der 5. Oktober.

## Vita
Die Fakten und selbst die Legenden zu seinem Leben sind rar. Wahrscheinlich in Tarazona geboren, trat er als junger Mann in ein Benediktinerkloster bei Valencia ein. Gemeinsam mit Froilán, dem späteren Bischof von León, und mit der Unterstützung durch König Alfons III. von Asturien (reg. 866–910) gründete Attila mehrere Klöster im Nordwesten Spaniens. Er wurde für seine Sorge um die Bedürftigen gerühmt.
Ihm wird zugeschrieben, dass er auf sein Bistum verzichtete und seinen Bischofsring in den Douro warf, weil er hilflos vor den Verwüstungen der Mauren in seiner Diözese war; er hielt sich für gescheitert. Später wurde der Ring durch einen Fisch im Fluss wiedergefunden, und der Bischof blieb im Amt.

## Verehrung
Attila sind nur wenige Kirchen gewidmet; die bedeutendste steht in seiner Heimatstadt Tarazona. Seine Gebeine ruhen heute in der Kirche San Pedro y San Ildefonso in Zamora.

## Darstellung
Mittelalterliche Darstellungen des Heiligen sind unbekannt; einige wenige spätere Bildnisse zeigen ihn im Bischofsornat. Er wird in Gedichten genannt.